# Đại Huệ
Đại Huệ là một xã thuộc tỉnh Nghệ An, Việt Nam. Xã được hình thành trên cơ sở sáp nhập các xã Nam Anh, Nam Lĩnh và Nam Xuân của huyện Nam Đàn trong đợt Sáp nhập tỉnh thành Việt Nam 2025.

## Địa lý
Xã Nam Đàn có vị trí địa lý:
- Phía Đông giáp xã Kim Liên và xã Yên Trung
- Phía Nam giáp xã Vạn An và xã Kim Liên
- Phía Tây giáp xã Vạn An và xã Nam Đàn
- Phía Bắc giáp xã Phúc Lộc

Xã Đại Huệ có diện tích tự nhiên 36,11 km2.

## Hành chính và tên gọi
Xã Đại Huệ được thành lập theo Nghị quyết số 1678/NQ-UBTVQH15 của Ủy ban Thường vụ Quốc hội Việt Nam, ban hành ngày 16 tháng 6 năm 2025. Theo đó, sắp xếp toàn bộ diện tích tự nhiên, quy mô dân số của các xã Nam Anh, Nam Lĩnh và Nam Xuân thuộc huyện Nam Đàn trước đây thành một xã mới có tên gọi là xã Đại Huệ.
Trước đó, theo Đề án sắp xếp đơn vị hành chính cấp xã tỉnh Nghệ An, xã này là xã Nam Đàn 3.
Sau sắp xếp xã có diện tích tự nhiên: 36,11 km2, quy mô dân số: 24.441 người.